# نهر شاویار
نهر شاویار یا نهر شاه‌گدار به آباره یا کانال‌های آب‌رسانی دورۀ ساسانیان در قصر شیرین و خانقین گقته می‌شود. این نهر در مرز ایران–عراق و استان‌های کرمانشاه ایران و دیالۀ عراق قرار دارد.

## موقعیت
نهر شاویار به‌صورت یک کانال آب‌رسانی بر روی رودخانۀ الوند احداث شده‌است. شاخۀ اصلی این کانال از ۲ کیلومتری روستای سید ایاز آغاز می‌شود. رودخانۀ الوند در این محل وارد پیچ تندی شده و با شدت زیادی وارد کانال آب‌رسانی می‌شود. نهر شاویار پس از مشروب کردن بخش‌های شمالی شهر قصر شیرین و گذر از آثار تاریخی واقع در این محدوده، از استان کرمانشاه خارج و خانقین در استان دیالۀ عراق وارد می‌شود.

## کاربری
هدف از ساختن نهر شاویار در دورۀ ساسانی از یک سو آبیاری مزارع و باغ‌های منطقۀ قصر شیرین و خانقین و از سوی دیگر آب‌رسانی به مجموعۀ کاخ‌ها و عمارت‌های پادشاهان ساسانی در این منطقه بوده‌است. نهر شاویار آب رودخانۀ الوند را به استخر کاخ خسرو
انتقال می‌داده‌است. برای مدتی طولانی کشاورزان و باغداران منطقه از نهر شاویار برای آبیاری مزارع و باغ‌های خود استفاده می‌کرده‌اند. با ورود آبیاری قطره‌ای و مکانیزه‌شدن کشاورزی در دهه‌های گذشته، بخش زیادی از نهر شاویار بدون استفاده مانده و هم‌اکنون تنها حدود یک کیلومتر از آن مورد استفادۀ کشاورزان قرار می‌گیرد.

## مشخصات
طول نهر شاویار در گذشته بین ۴۰ تا ۵۰ کیلومتر برآورد شده‌است. به‌گونه‌ای که در بخش غربی به بنای حوش کوری در نزدیکی خانقین در استان دیاله عراق می‌رسیده‌است. شاخۀ اصلی نهر شاویار حدود ۱۰ کیلومتر طول دارد که تا حدود زیادی سالم مانده‌است. علاوه بر این انشعابات زیادی از این کانال ایجاد شده که بخش زیادی از آن‌ها از بین رفته یا در زیر خاک مدفون شده‌اند. عرض نهر شاویار به‌طور متوسط ۳/۴ و در برخی قسمت‌ها ۴۰ سانتی‌متر است. عمق کانال در برخی قسمت‌ها در حدود یک متر است که ظاهراً در گذشته بیشتر بوده‌است. عرض دیوارۀ کانال ۷۰ سانتی‌متر است و برای استحکام بیشتر دیواره در فواصل معین  پشتبندهای دوقلو ساخته شده است. ارتفاع دیوارهای نهر شاویار در برخی قسمت‌‌ها حدود ۷ متر است و به همین دلیل برای انتقال آب و آبیاری زمین‌های کشاورزی در دو طرف کانال، در حد فاصل پشتبندها دریچه‌هایی ایجاد کرده‌اند.
مهندسی نهر شاویار به‌گونه‌ای‌ست که تنها با نیروی ثقل مرکزی رودخانه آب را از جنوب شهر قصر شیرین با حداقل ۱۵ متر اختلاف ارتفاع به شمال این شهر می رساند و در طول مسیر از پستی و بلندی‌های زیاد عبور می‌دهد. مصالح استفاده‌شده برای ساخت نهر شاویار سنگ‌های ماسه‌ای مارون و ملات گچ بوده‌است.

## مرمت
نهر شاویار در طول زمان آسیب فراوانی دیده‌است. همزمان با دورۀ پهلوی اول، تحت نظارت حسینعلی‌خان هندسی گوران بخش‌های آسیب‌دیدۀ این کانال با لاشه‌سنگ و ملاط گچ بازسازی و احیاء و بخش‌هایی از آن نیز تکمیل شد. فصل اول مرمت شاویار پس از انقلاب نیز در سال ۱۳۸۶ آغاز شد. تاکنون شش فصل کار مرمت بر روی آن انجام شده است. در شهریور ۱۴۰۳ اعلام شد که پس از ۱۷ سال تنها یک کیلومتر از شاخۀ اصلی نهر شاویار مرمت شده و ۹ کیلومتر دیگر آن هنوز باقی مانده است.